# Encyklopédia Slovenska
Encyclopaedia Slovenska – słowacka encyklopedia krajoznawcza, poświęcona tematom związanym ze Słowacją. Wychodziła w latach 1977–1982 nakładem wydawnictwa „Veda”. Stanowi „najbardziej kompletne i najbardziej wszechstronne źródło wiadomości na temat Słowacji”.
| tom  | hasła        | liczba stron | liczba ilustracji | liczba tabel | liczba stron kolorowych załączników | rok wydania |
| ---- | ------------ | ------------ | ----------------- | ------------ | ----------------------------------- | ----------- |
| I.   | A–D          | 624          | 1 032             | 128          | 096                                 | 1977        |
| II.  | E–J          | 536          | 0 980             | 087          | 048                                 | 1978        |
| III. | K–M          | 656          | 1 471             | 070          | 048                                 | 1979        |
| IV.  | N–Q          | 600          | 1 083             | 095          | 096                                 | 1980        |
| V.   | R–Š          | 792          | 1 435             | 118          | 176                                 | 1981        |
| VI.  | T–Ž, Doplnky | 776          | 1 261             | 108          | 076                                 | 1982        |

## Dane bibliograficzne
- Encyklopédia Slovenska I A-D. Wyd. 1. Bratislava: Veda, 1977. Brak numerów stron w książce
- Encyklopédia Slovenska II E-J. Wyd. 1. Bratislava: Veda, 1978. Brak numerów stron w książce
- Encyklopédia Slovenska III K-M. Wyd. 1. Bratislava: Veda, 1979. Brak numerów stron w książce
- Encyklopédia Slovenska IV N-Q. Wyd. 1. Bratislava: Veda, 1980. Brak numerów stron w książce
- Encyklopédia Slovenska V R-Š. Wyd. 1. Bratislava: Veda, 1981. Brak numerów stron w książce
- Encyklopédia Slovenska VI T-Ž. Wyd. 1. Bratislava: Veda, 1982. Brak numerów stron w książce
- Encyklopédia Slovenska I A-D. Wyd. 2. nezm. Bratislava: Veda, 1985. Brak numerów stron w książce